# Kloster Werd
Das Kloster Werd ist ein Konvent der Franziskaner (OFM) auf der kleinen Insel Werd am Auslauf des Bodensees bei Stein am Rhein, die durch einen 200 Meter langen Holzsteg mit dem Festland verbunden ist. Es gehört zur Gemeinde und katholischen Pfarrei Eschenz.

## Geschichte
Die Gründung des Klosters geht auf die Verbannung des Gründers und ersten Abts des Klosters St. Gallen, Otmar (689? – 759), auf die Insel zurück. Nach dessen postumer Rehabilitierung und Heiligsprechung (864) entstand auf der Insel ein kleiner Konvent des Benediktiner-Ordens zur Betreuung des Otmar-Heiligtums mit einer kleinen Kapelle. Im 18. Jahrhundert wurden auch Otmar-Reliquien auf die Insel gebracht.
Das Anwesen gehört der Benediktinerabtei Einsiedeln, wurde aber 1957 an die Schweizer Provinz der Franziskaner verpachtet, die heute als Kustodie Christkönig ein Teil der österreichischen Franziskanerprovinz Austria ist. Die sechs Klosterbrüder (Stand 2018) leben einfach und arm, feiern die heilige Messe in der Klosterkapelle, beten das Stundengebet und sind in der Pfarrseelsorge sowie in der Gassenarbeit in Zürich tätig. Ein Teil der Insel und die Klosterkapelle sind für Besucher zugänglich.

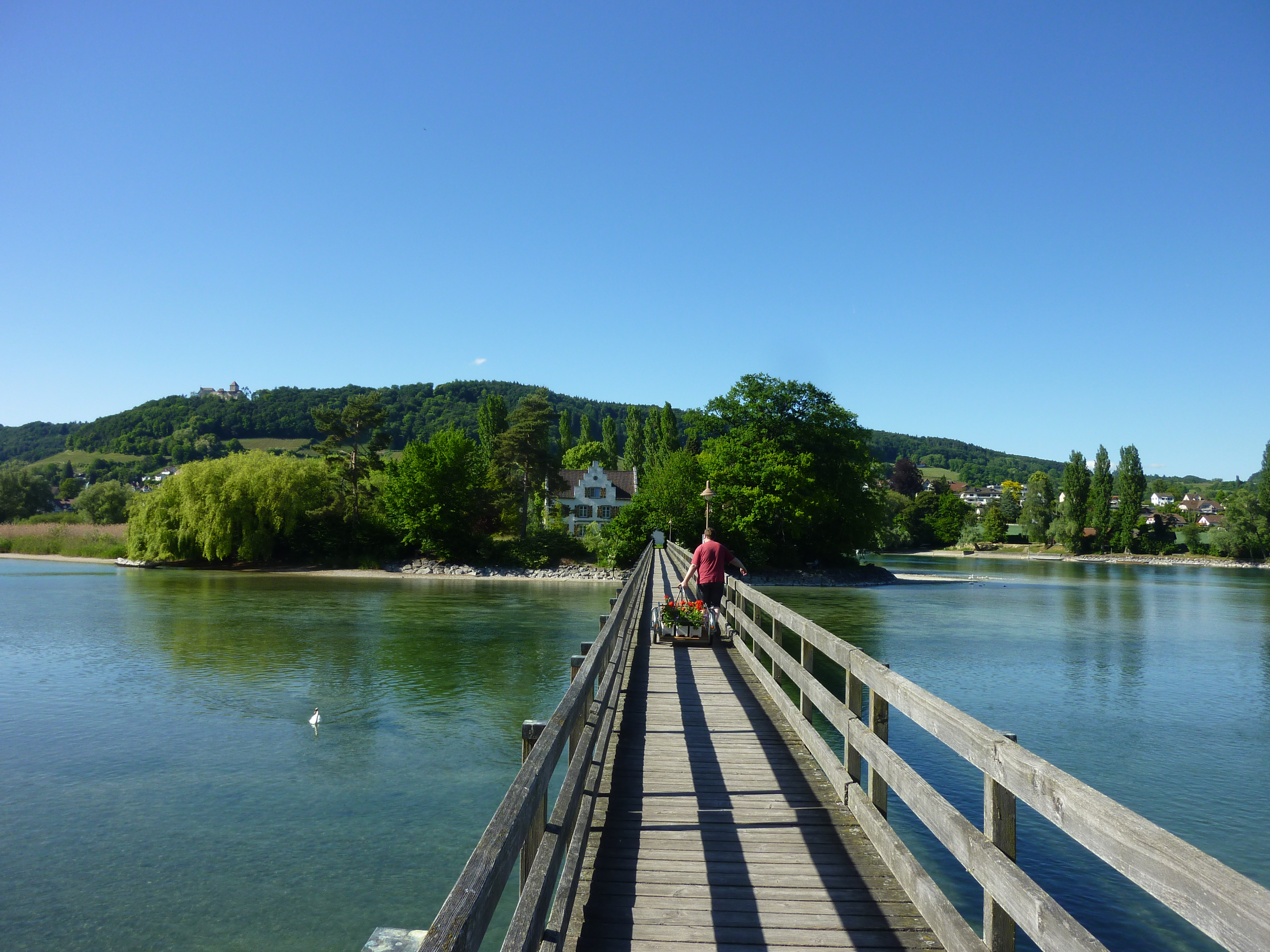
Brücke zur Insel
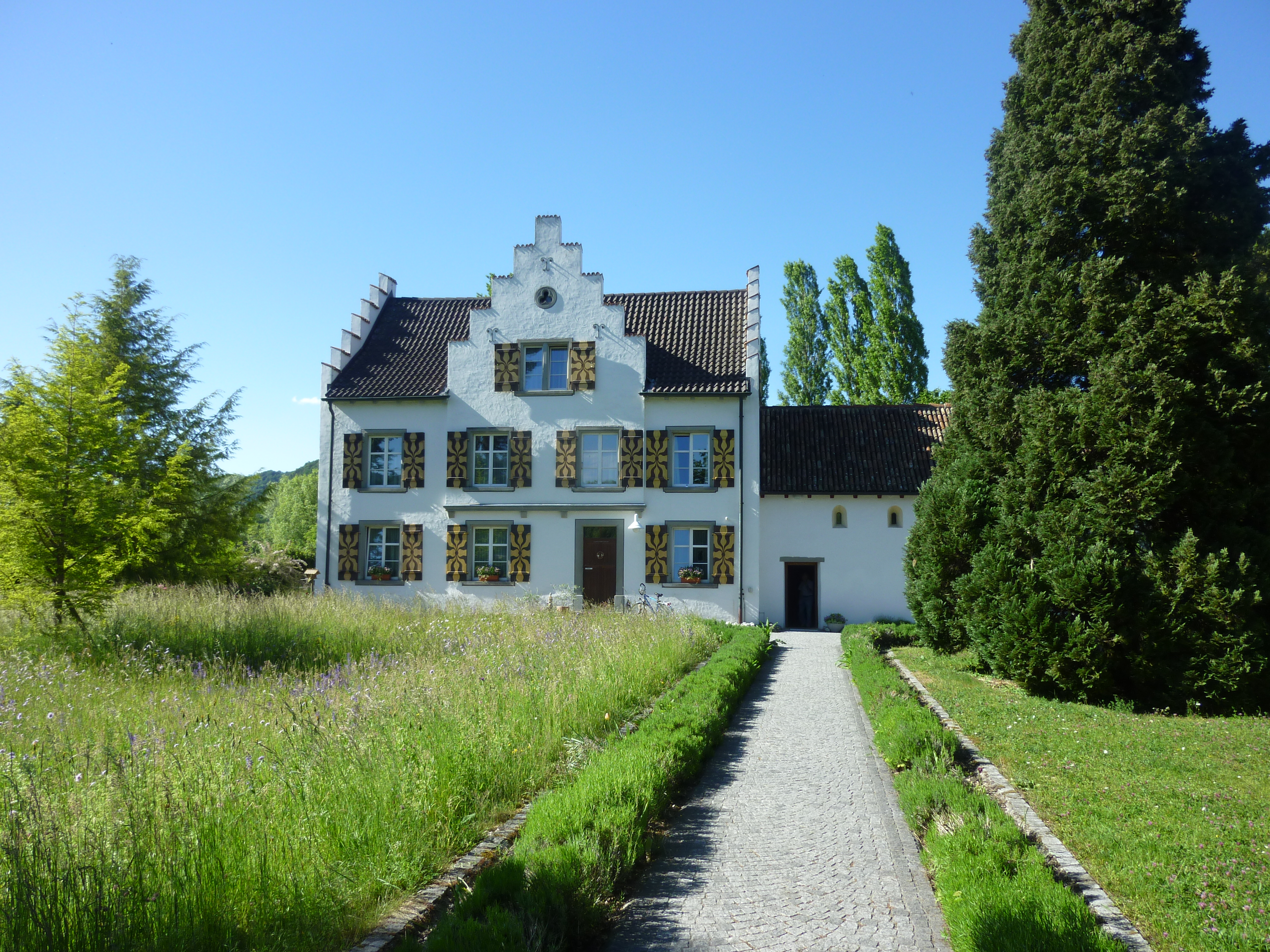
Konvent
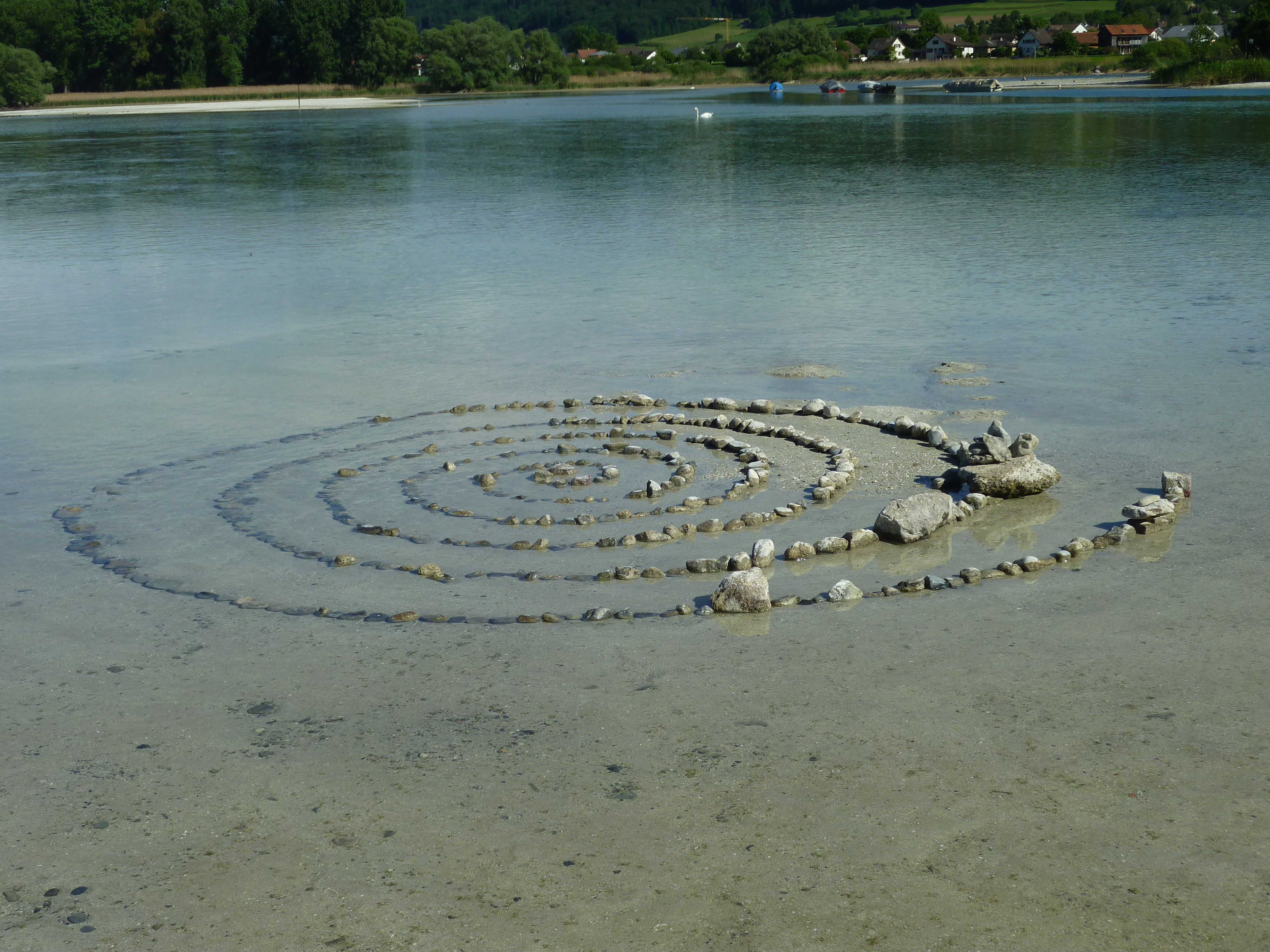
Spirale im Rhein vor der Insel